# 77 Bombay Street
77 Bombay Street er et indie band fra kantonen Graubünden i Schweiz, der består af de fire brødre Matt, Joe, Esra og Simri-Ramon Buchli. Gruppen har navn efter en adresse deres familie boede på i Australien og blev dannet i 2008.

## Diskografi

### Albums
| År   | Album           | Højeste hitlisteplacering | Certifering |
| År   | Album           | SWI                       | Certifering |
| ---- | --------------- | ------------------------- | ----------- |
| 2009 | Dead Bird       | –                         |             |
| 2011 | Up in the Sky   | 3                         | Platinum    |
| 2012 | Oko Town        | 1                         | Platinum    |
| 2015 | Seven Mountains | 1                         | Gold        |
| 2021 | Start Over      | –                         |             |

### Singler
| År   | Single                 | Højeste hitlisteplacering | Certificering | Album           |
| År   | Single                 | SWI                       | Certificering | Album           |
| ---- | ---------------------- | ------------------------- | ------------- | --------------- |
| 2010 | "47 Millionaires"      | –                         |               | Up in the Sky   |
| 2011 | "Long Way"             | 55                        |               | Up in the Sky   |
| 2011 | "Up in the Sky"        | 7                         |               | Up in the Sky   |
| 2011 | "I Love Lady Gaga"     | 19                        |               | Up in the Sky   |
| 2012 | "Low on Air"           | 19                        |               | Oko Town        |
| 2013 | "Angel"                | –                         |               | Oko Town        |
| 2014 | "Follow the Rain"      | 66                        |               | Oko Town        |
| 2015 | "Seven Mountains"      | –                         |               | Seven Mountains |
| 2016 | "Bombay"               | –                         |               | Seven Mountains |
| 2016 | "Empire"               | 11                        |               | –               |
| 2021 | "Drifters In The Wind" | –                         |               | Start Over      |
| 2021 | "Karaoke Girl"         | –                         |               | Start Over      |
| 2021 | "Train Home"           | –                         |               | Start Over      |
| 2021 | "Fox"                  | –                         |               | Start Over      |
| 2021 | "Eugene"               | –                         |               | Start Over      |
| 2021 | "Start Over"           | –                         |               | Start Over      |
| 2021 | "Middle of My World"   | –                         |               | Start Over      |